# Großsteingrab Ringsberg
Das Großsteingrab Ringsberg (auch Großsteingrab Ranmark genannt) war eine megalithische Grabanlage der jungneolithischen Trichterbecherkultur (TBK) nahe der Ortschaft Ranmark in der Gemeinde Ringsberg, Amt Langballig im Kreis Schleswig-Flensburg in Schleswig-Holstein.

## Beschreibung
Die Anlage lag etwa 1,1 km südöstlich des Ortszentrums von Ringsberg, nahe dem Hof Ranmark. Angaben sind nur durch die Beschreibung des Pastors Harries aus den 1830er Jahren möglich. Es gehörte zu den Ganggräbern vom Typ Holsteiner Kammer und war Nordost-Südwest orientiert. Die ursprünglich überhügelte Kammer bestand aus zehn Trag- und zwei Decksteinen. Die Tragsteine unterteilten sich in einen Endstein an der südwestlichen Querseite, zwei schräg gegeneinander gestellte an der Nordostseite, vier Tragsteine an der nordwestlichen sowie drei Trägersteine an der südöstlichen Langseite. Letztere ließen eine Lücke für einen Zugang, von dem zwei Tragsteinpaare bestehen. Die Kammer hatte eine Länge von etwa 3,9 m und eine Breite von 2,0 m. Der Gang hatte eine Länge von etwa 2,0 m. Ernst Sprockhoff führt das Grab in seinem Atlas der Megalithgräber unter der Nummer 24. Jakob Röschmann erwähnt in der Nähe noch sieben weitere Megalithanlagen, über die keine näheren Angaben vorliegen.